# Amadeo Gustavo Gastal
Amadeo Gustavo Gastal (Reuilly, 21 de julho de 1828 — Pelotas, 3 de agosto de 1903) foi um dentista, agrimensor, fazendeiro, educador e empresário do ramo de alimentos franco-brasileiro.
Filho do médico François Etiènne Désiré Gastal e Gabriélle Aglaé Marlin, emigrou da França para o Brasil em 1850. Veio da França casado com sua prima Marie Claire Marlin, que faleceu no parto do seu terceiro filho; casou depois com Florinda Domingues da Silva, com que teve oito filhos; depois de enviuvar novamente, casou com outra prima, Margueritte Marlin, com quem teve mais três filhos.
Formou-se em odontologia e logo ficou famoso com suas restaurações com ouro. Trabalhou em diversas províncias: São Paulo, onde nasceu seu primeiro filho, em 1853; Curitiba, no mesmo ano; em 1855 instalou-se em Jaguarão, junto a seu pai, com quem abriu o Novo Colégio Jaguarense, onde foi diretor de 1857 a 1858.
Em 1860 prestou exames para agrimensor, em Porto Alegre, retornando a Jaguarão. Em 1862 estava em Pelotas, depois de um viagem à França, instalou uma indústria de laticínios e conservas de frutas, principalmente pêssego, chamada Bruyere.